# (8608) Chelomey
(8608) Chelomey es un asteroide perteneciente al cinturón de asteroides, descubierto el 16 de diciembre de 1976 por la astrónoma soviética Liudmila Chernyj desde el Observatorio Astrofísico de Crimea.

## Designación y nombre
Designado provisionalmente como 1976 YO2. Fue nombrado Chelomey en honor al científico e ingeniero de cohetes soviético Vladímir Cheloméi.